# Tramwaje w Linzu

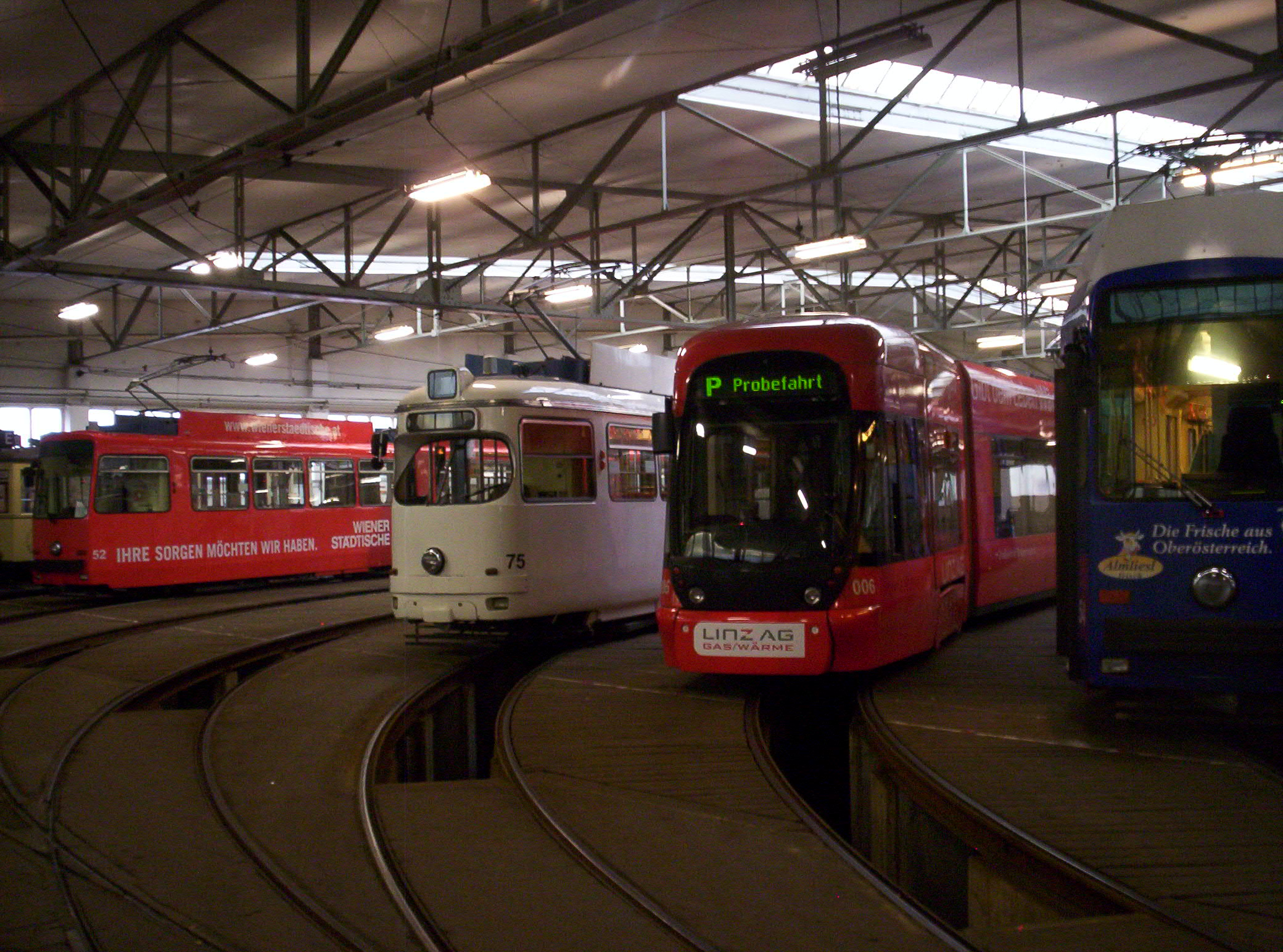
Zajezdnia tramwajowa w Linzu

Tramwaje w Linzu – system komunikacji tramwajowej działający w austriackim mieście Linz.
Pierwsza linia tramwajowa w Linzu została uruchomiona w 1880 w postaci tramwaju konnego. W 1897 linia została zelektryfikowana. W latach 1919–1974 istniało łącznie 6 linii tramwajowych, systematycznie redukowanych i wznawianych. W 1974 pozostała w mieście 1 linia. W latach późniejszych sieć ponownie rozbudowano. 

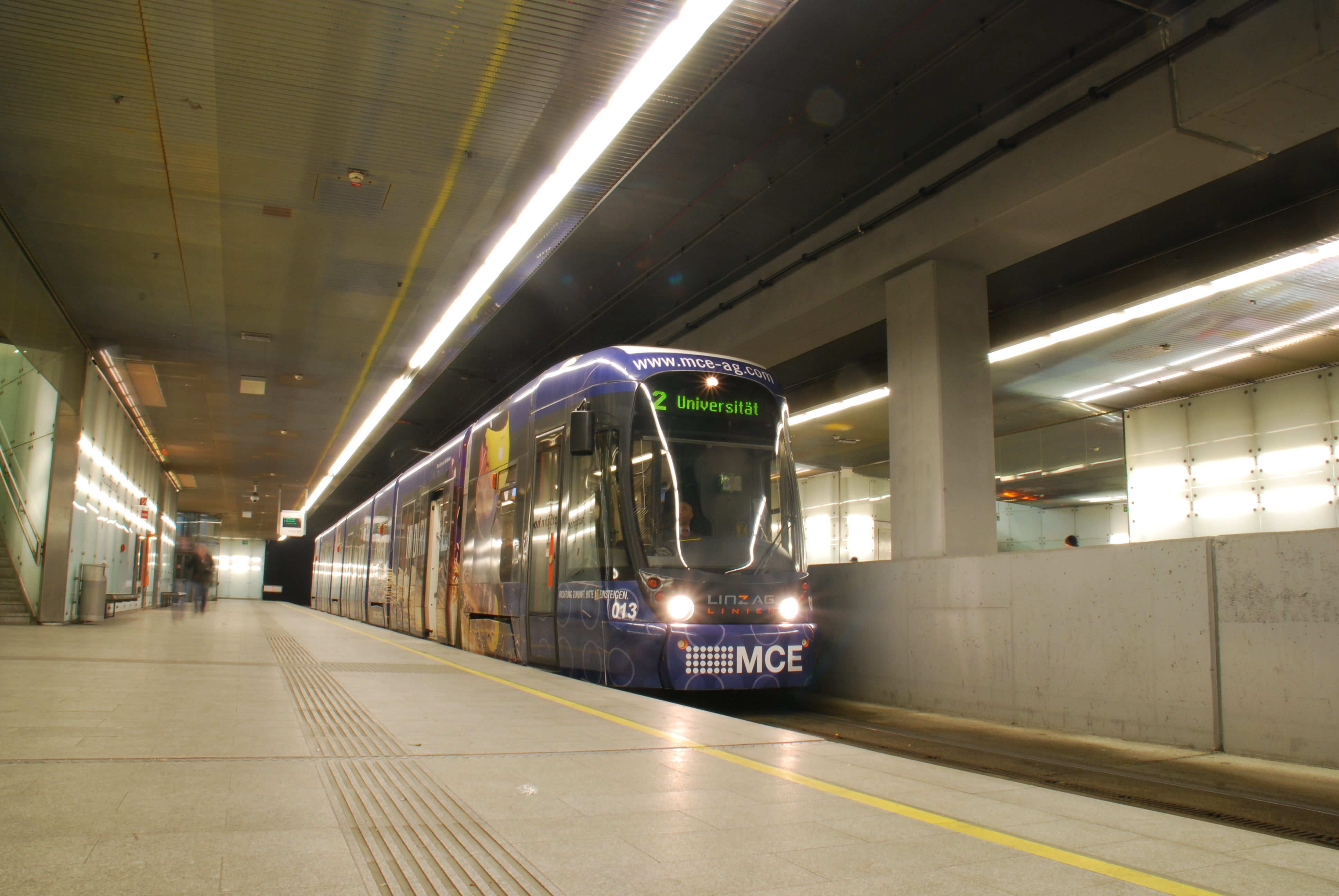
Tramwaj Cityrunner 013 na podziemnym przystanku Hauptbahnhof.

Aktualnie system składa się z czterech linii:
| Nr | Długość | Il.Przystanków | Przebieg                                                             |
| -- | ------- | -------------- | -------------------------------------------------------------------- |
| 1  | 14,5 km | 35             | Universität – Rudolfstraße – Hauptbahnhof – Simonystraße – Auwiesen  |
| 2  | 18,5 km | 44             | Universität – Rudolfstraße – Hauptbahnhof – Simonystraße – solarCity |
| 3  | 10,9 km | 23             | Landgutstraße – Rudolfstraße – Hauptbahnhof - Doblerholz             |
| 50 | 4,1 km  | 14             | Hauptplatz – Pöstlingberg                                            |

Wszystkie linie (oprócz 50) posiadają wspólny odcinek pod głównym dworcem kolejowym Linz Hauptbahnhof, która na długości 1,9 km funkcjonuje w systemie premetra. Linia 50 składa się częściowo z przebudowanej kolejki górskiej Pöstlingbergbahn. Operatorem systemu jest Linz Linien.
13 sierpnia 2011 otwarto przedłużenie linii nr 3 do końcówki Doblerholz. Nowy odcinek mierzy 5,3 km długości z czego 1,3 km zbudowano w tunelu. 